# 上市町立宮川小学校
上市町立宮川小学校（かみいちちょうりつ みやかわしょうがっこう）は、富山県中新川郡上市町にある公立小学校。

## 沿革
個別に出典が提示されている箇所を除いた出典→
- 1874年 - 東江上浄泉寺に東江上小学校創立。若杉村民家に若杉小学校創立。
- 1876年7月 - 東江上小学校を道修小学校に改称。
- 1877年 - 進脩小学校を東江上小学校に改称。
- 1888年5月 - 東江上に独立校舎落成。
- 1889年4月 - それぞれ東江上簡易小学校、若杉簡易小学校に改称。
- 1892年11月 - 東江上尋常小学校、若杉尋常小学校に改称。
- 1897年5月 - 若杉地内に若杉尋常小学校の独立校舎落成。
- 1910年4月 - 東江上尋常小学校、若杉尋常小学校を統合し、宮川村立宮川尋常小学校に改称。
- 1911年6月 - 統合新校舎が落成。
- 1924年4月 - 宮川尋常高等小学校に改称。
- 1928年8月 - 体育館其他新築落成。
- 1941年4月 - 宮川国民学校に改称。
- 1947年4月 - 宮川小学校に改称[3]。
- 1953年9月 - 上市町立となる[3]。
- 1954年3月 - 新館落成。
- 2005年7月 - 校舎大規模改修及び耐震補強工事（建築主体工事）が竣工[4]。
- 2006年6月 - 体育館耐震補強及び大規模改修工事（建築主体工事）が竣工[4]。
- 2010年1月 - 省エネ改修工事完成[5]。

## 通学区域
若杉、若杉新、江又、中小泉、荒田、弥市、森尻、石仏、大永田、竹鼻、東江上、江上、中江上、柳町(一部)

## 進学先
- 上市町立上市中学校